# 中航生物
中航生物，全稱為中航（宁夏）生物有限责任公司，前身為成立于1995年的「宁夏中联达生物有限公司」，2012年起被央企中國航空工業集團子公司中航投資正式收購，是中華人民共和國一家細胞生物科技企業。主要从事生物医药产品研发和规模化生产，是中國国家级高新技术企业 。宁夏回族自治区临床级细胞治疗工程中心 和生物医药工程院士工作站 皆依托中航生物而建。

## 業務
中航生物主要从事骨髓、脐带血、外周血有核细胞体外分离试剂盒及细胞处理试剂盒的研发、生产和销售；技术进出口、货物进出口；医疗中介服务等。
中航生物和银川市妇幼保健院合建的宁夏脐带血造血干细胞库项目 于2013年底启动，已经通过审批，2014年8月已经在银川滨河新区国际医疗城开始动土建设，2015年建成投入使用。